# Чорний Піт

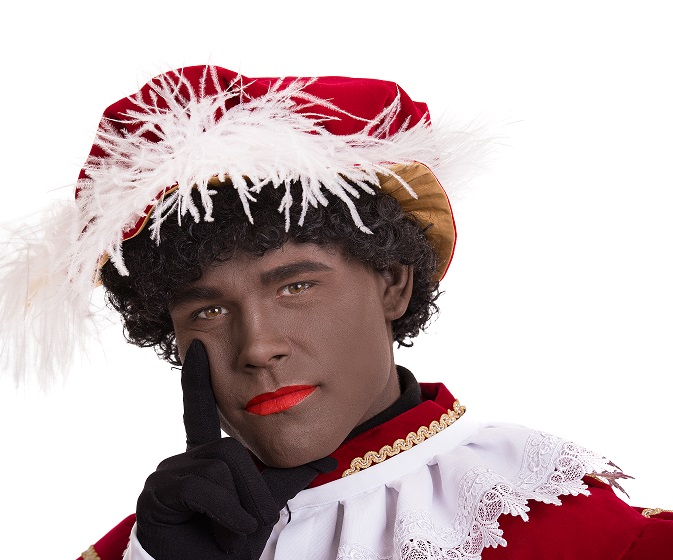
Людина в костюмі як Чорний Піт

Чорний Піт (Нідерландською: [ˈzʋɑrtə ˈpit]; люксемб. Schwaarze Péiter, фриз. Swarte Pyt), також відомий англійською мовою під ім'ям у перекладі Black Pete — супутник Святого Миколая (нід. Sinterklaas, фриз. Sinteklaas, люксемб. Kleeschen) у фольклорі Нідерландів. Найдавніша відома ілюстрація персонажа походить із книги 1850 року амстердамського шкільного вчителя Яна Шенкмана, де він був зображений чорним мавром з Іспанії.
Ті, хто зображує традиційну версію Чорного Піта, зазвичай його роблять чорношкірим у барвистому одязі епохи Відродження на додаток до кучерявих перук і яскраво-червоної помади. З початку 2010-х цей персонаж стає дедалі суперечливішим, а в наступні роки він стає все менш поширеним на муніципальних святкових урочистостях. Станом на 2021 рік вийшла переглянута версія, яка отримала назву «Сажований Піт» (нід. Roetveegpiet), став більш поширеним, ніж традиційний варіант на публічних заходах, на додаток до спеціальних телевізійних програм, фільмів, соціальних мереж і реклами. Сажований Піт має природний відтінок шкіри акторів, які грають персонажа, зі слідами сажі, утвореними смугами темного макіяжу на їхніх обличчях. Дітям говоритися, що Піт в сажі, оскільки обмазався в неї в димарі, коли приносив дітям подарунки.

## Традиції

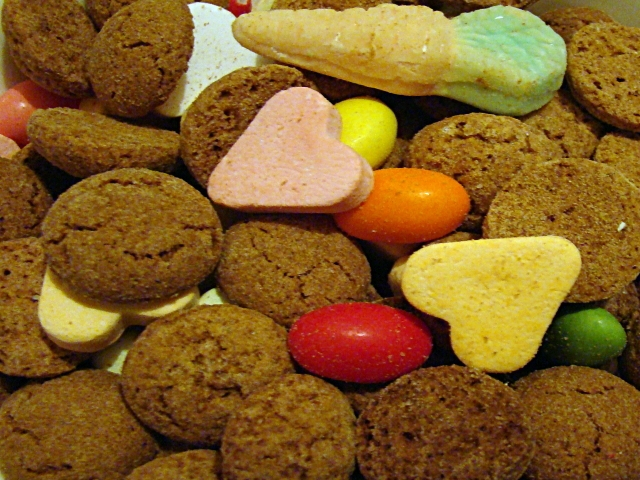
Строойгоед і круїднотен суміші для обсипання

Персонаж Чорного Піта є частиною щорічного свята Святого Миколая, яке відзначається ввечері 5 грудня (Sinterklaasavond) у Нідерландах, Кюрасао та на Арубі. Саме тоді дітям традиційно роздають подарунки та солодощі. У Бельгії свято відзначають 6 грудня. Персонаж Чорного Піта з'являється лише за кілька тижнів до свята Святого Миколая, спочатку коли святого вітають парадом, коли він прибуває до країни (зазвичай на човні, подорожуючи з Мадрида, Іспанія). Завдання різних Чорних Пітів (Zwarte Pieten голландською мовою) здебільшого розважають дітей і роздають крайднотени і пепернотени у Нідерландах, мандарини та спекулуси у Бельгії та інші струіґоеди (спеціальні солодощі на тему Сінтерклааса) тим, хто приходить зустріти святого, коли він відвідує школи, магазини та інші місця.

## Історія

### Витоки
Голландський письменник Арнольд Ян Шеєр досліджував європейські традиції за участю Сінтерклааса та його помічників. Він опублікував кілька книг про походження цих традицій і стверджує, що походження людей з чорною шкірою датується 1100 роком до нашої ери в Північній Європі, коли язичницькі шамани одягали шкури тварин і розфарбовували свої обличчя в чорний колір сажею, щоб зобразити міфічних істот підземного світу. За словами Яна, ці ритуали розвивалися по-різному в Європі і зрештою призвели до розвитку таких персонажів, як Крампус, Шмуцлі, Кнехт Рупрехт і Чорний Піт.
За Елен Аделін Гербер та іншими істориками, походження Сінтерклааса та його помічників дехто пов'язує з Диким полюванням Одіна. Верхом на білому коні Слейпнірі він літав у повітрі як ватажок Дикого Полювання. Його завжди супроводжували два чорні круки, Гугін і Мунін. Ці помічники підслуховували людей, як і Чорний Піт, біля димоходів будинків, які вони відвідували, щоб розповісти Одіну про хорошу та погану поведінку смертних знизу.

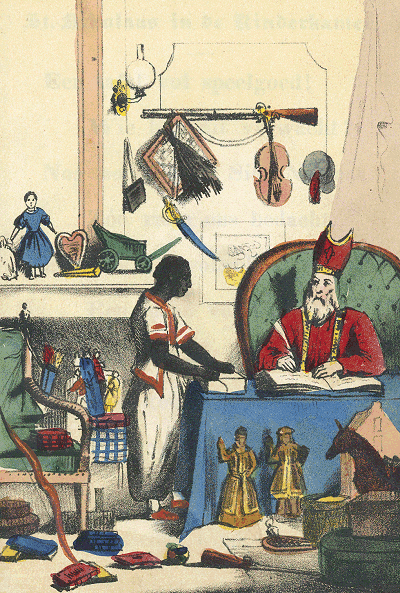
Ілюстрація з книги Яна Шенкмана Sint Nikolaas en zijn Knecht

Традиція святого Миколая містить ряд елементів, які не є церковними за походженням. У середньовічній іконографії святого Миколая іноді представляють як приборкувача закутого демона, який може бути чорним або не чорним. Однак жодного натяку на супутника, демона, слугу чи будь-яку іншу людину чи людиноподібного постійного супутника Святого не знайдено у візуальних і текстових джерелах з Нідерландів з XVI по ХІХ століття. За давньою теорією, яку вперше запропонував Карл Мейзен, Чорний Піт та його еквіваленти в німецькій Європі спочатку були представлені як один або кілька поневолених демонів, змушених допомагати своєму викрадачеві. Ці прикуті та обпалені вогнем демони на початку ХІХ століття в Нідерландах, можливо, були перетворені в чорношкірих людей на подобу маврів, які працюють слугами Святого Миколая. Інші вважають, що Чорний Піт є продовженням звичаю, за яким люди з чорними обличчями з'являлися в ритуалах зимового сонцестояння.
Одного або кілька демонів, які працюють як помічники для святого, все ще можна знайти в різних австрійських, німецьких, швейцарських, угорських, чеських, словацьких і польських традиціях святого Миколая в образах Крампуса, Пер Фуеттара, Шмуцлі, Перхта, Кнехта Рупрехта, Руббельса, Ганстраппа, Маленької Бабусі, Пельзебока, Клаубауфа і Белцнікеля. Ці супутники Святого Миколая часто зображуються як група тісно пов'язаних осіб, які супроводжують Святого Миколая на територіях, які раніше контролювалися Священною Римською імперією. Персонажі діють як перешкода для доброзичливого дарувальника або суворих істот, які погрожують побити або викрасти неслухняних дітей. Міфолог Якоб Грімм пов'язував персонажа з дохристиянським духом кобольдом, який міг бути як доброзичливим, так і злим.
Уявлення про Чорного Піта загалом співпало зі зміною в зображенні персонажа Сінтерклааса. До цієї зміни він часто був досить суворим щодо погано вихованих дітей і часто представлявся як свого роду жупел. Часто йому приписували багато жахливих характеристик, які пізніше асоціювали з Чорним Пітом. Представлення святої людини в такому світлі хвилювало і вчителів, і священників. Після представлення Чорного Піта як слуги Сінтерклааса обидва персонажі пстали більш лагідними.
Тексти старих традиційних пісень Сінтерклааса, які співають і сьогодні, попереджають, що Сінтерклаас і його помічник залишать вихованим дітям подарунки, але покарають тих, хто був неслухняним. Вони можуть навіть відвезти дуже погано вихованих дітей на батьківщину в Іспанію в мішках з мішковини, де, за легендою, вони будуть змушені допомагати їм у їхній майстерні протягом цілого сезону або довше. Ці пісні та оповідання також попереджають, що дитина, яка була лише трохи неслухняною, отримає замість подарунка оберемок березових гілок або грудку вугілля.

### Розвиток і зображення в ХІХ-ХХ століттях
У 1850 році вчитель початкової школи з Амстердама Ян Шенкман опублікував книгу Sint Nikolaas en zijn Knecht («Святий Миколай і його слуга» англійською). Вважається, що це перший випадок, коли персонаж-слуга був включений у друковану версію оповіді про Святого Миколая. Слуга зображений у вигляді пажа, який виглядає як темношкіра особа в одязі, що асоціюється з маврами. Книга також заснувала інший міф, який став стандартним: церемонія інтохту або «входу» Святого Миколая та його слуги (тоді ще безіменного) за участю пароплава. Шенкман каже, що обидва персонажі прибули з Іспанії, не згадуючи про історичну батьківщину Ніколаса Міру (Лікію, яка була розташована на території сучасної Туреччини). У версії книги Шенкмана 1850 року слуга зображений у простому білому одязі з червоними подолами. Починаючи з другого видання 1858 року, сторінка проілюстрована в набагато більш барвистому аркуші.
Книга друкувалась до 1950 року і мала значний вплив на нинішнє святкування. Хоча в книзі Шенкмана слуга був безіменним, автор Джозеф Альберт Альбердінгк Тейм надав йому ім'я «Пітер-ме-кнехт» у рукописній записці Е. Дж. Потгітеру в 1850 році. У 1884 році Альбердінгк Тійм згадував, що, коли він був дитиною в 1828 році, він був присутній на святкуванні Святого Миколая в будинку Домініко Арати, італійського купця і консула, який жив в Амстердамі. Цього разу чоловіка, який зображував Святого Миколая, супроводжував інший, описаний як «Пітер де Кнехт…, негр з кучерявим волоссям», який приніс великий кошик, наповнений подарунками.

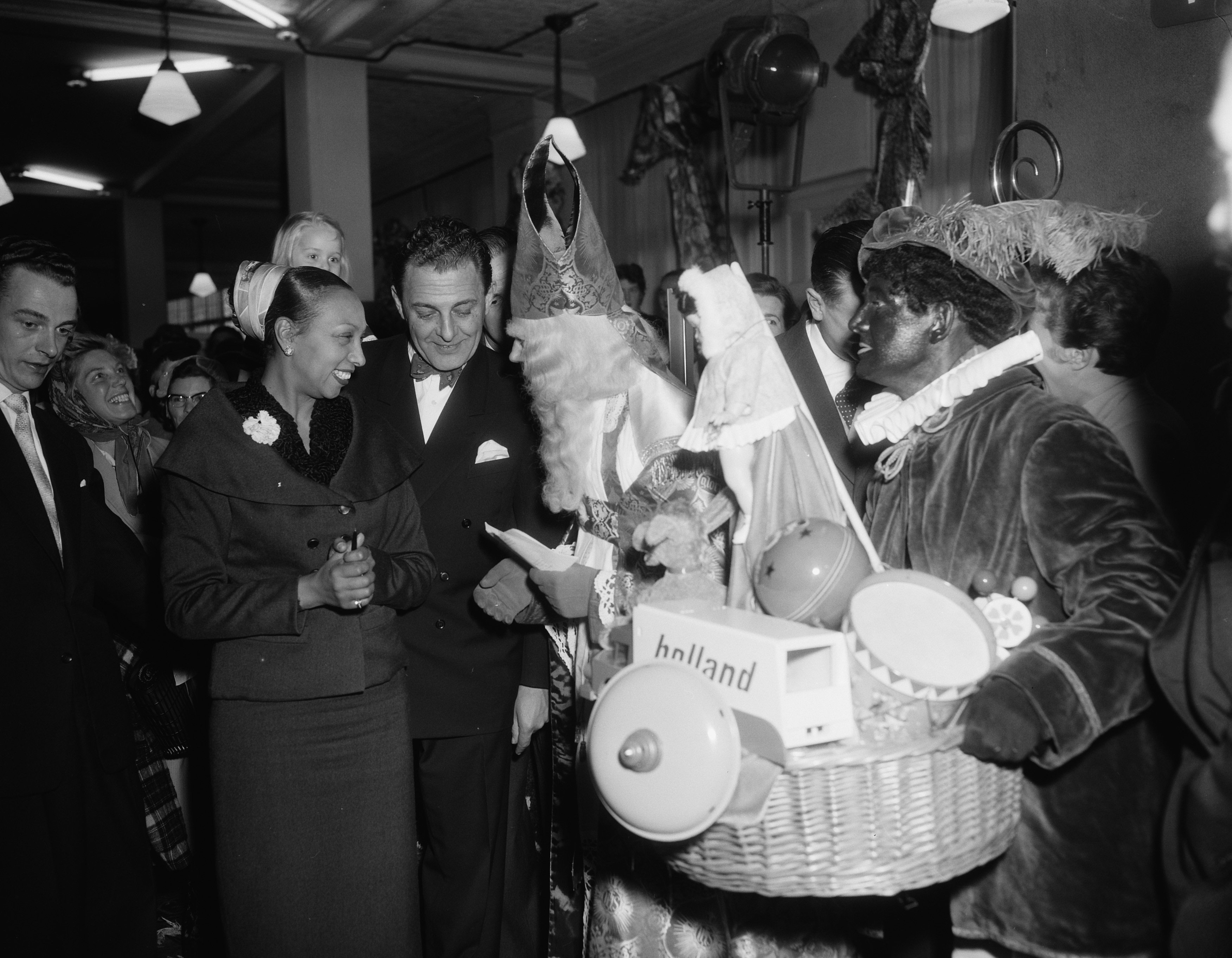
Жозефіна Бейкер зустрічає Сінтерклааса та Зварте Піта (V&D Amsterdam, 22 листопада 1957 р.)

У 1833 році один амстердамський журнал надрукував жартівливу згадку про «Пітерманкнехт», описуючи долю тих, хто вислизнув зі своїх будинків, щоб відвідати тогорічне святкування Святого Миколая, мав пережити після повернення додому. У 1859 році нідерландська газета De Tijd помітила, що святого Миколая часто супроводжував «чорношкірий, який під іменем Pieter, mijn knecht, не менш популярний, ніж сам святий єпископ». У книзі Het Feest van Sinterklaas 1891 року слугу звуть Пітер. Однак до 1920 року кілька додаткових публікацій дали персонажу інші імена та зображення, які значно відрізнялися.
За історією з Legenda Aurea, переказаної Елко Вервейсом у його монографії Сінтерклаас 1863 року, одним із чудес, здійснених святим Миколаєм після його смерті, було звільнення хлопчика з рабства при дворі «імператора Вавилона» та доставка повернути його до батьків. Про колір шкіри хлопчика нічого не згадується. Однак протягом ХХ століття почали з'являтися наративи, які стверджували, що Чорний Піт був колишнім рабом, якого звільнив святий і згодом став його супутником на все життя.
Одна з версій фольклору, що оточує персонажа, припускає, що темнота Чорного Піта пов'язана з постійним шаром сажі на його тілі, який утворився під час його численних подорожей по димоходах будинків, які він відвідує.

### Розвиток і зображення в ХХІ столітті

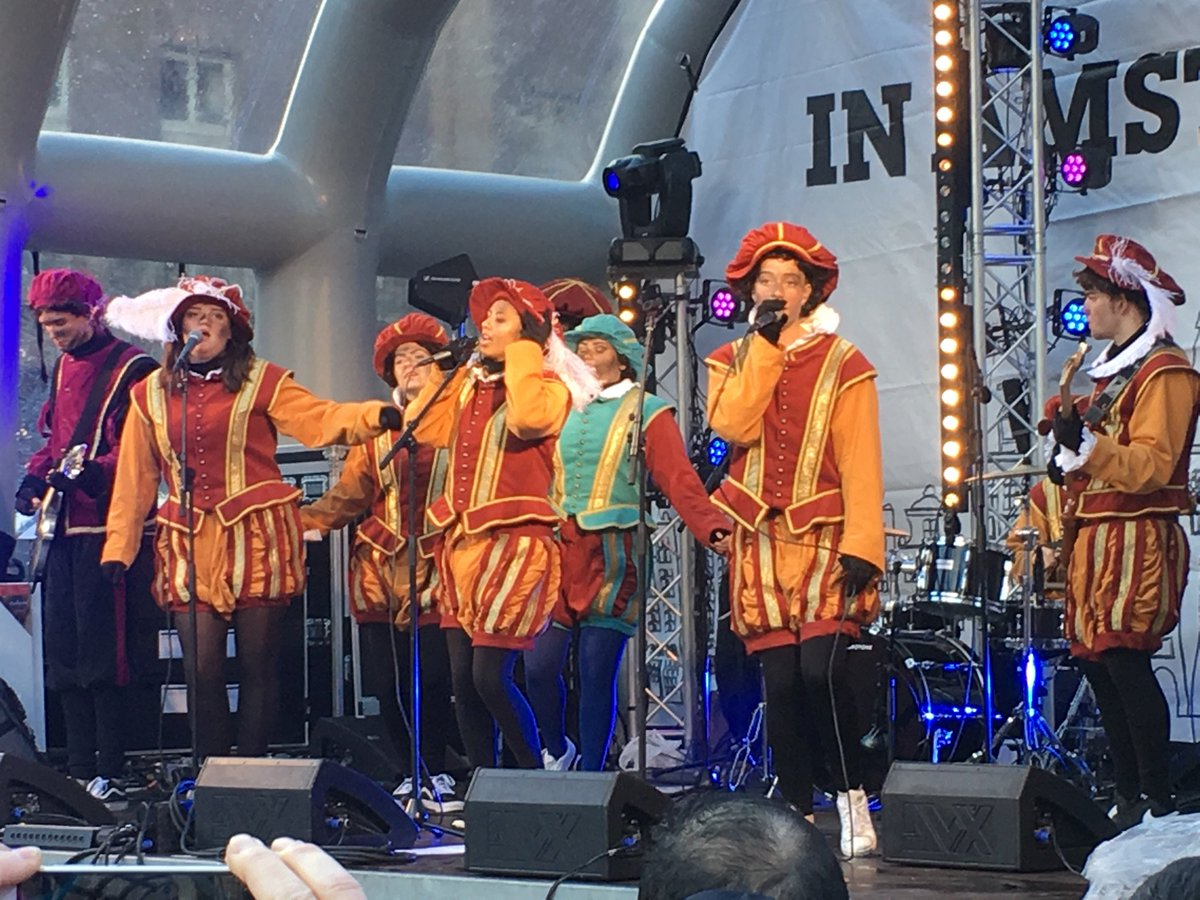
Кілька виконавців у костюмах Чадного Піта під час святкування 2016 року в Амстердамі

Через триваючі суперечки навколо персонажа багато шкіл, підприємств та інших організацій у Нідерландах почали змінювати одяг і макіяж Чорного Піта або повністю виключати персонажа. Найпоширеніший варіант отримав назву Чадний Піт (голландською: roetveegpiet). У цій версії представлено вбрання пажа, але без кучерявої перуки, сережок або губної помади. Розмазання на макіяжі імітує плями сажі, а актор, який грає персонажа, зберігає свій природний тон шкіри.
Зображення як Сінтерклааса, так і Чорного Піта також можуть відрізнятися від регіону до регіону. До 2020 року свято відзначалося на Нідерландських Антильських островах, де Сінтерклааса часто грав актор у білій фарбі, якого супроводжували кілька інших у костюмах Чорного Піта.

### Видатні події ХХІ століття
Протягом другої половини 2010-х років громади та різноманітні організації в Нідерландах та в інших місцях вирішили використовувати або традиційну версію Чорного Піта у святкуваннях, або варіації, найчастіше чадну версію. Деякі включили обидва. Ці рішення призвели до протестів і насильницьких інцидентів за участю демонстрантів, які прихильники Пієта (тих, хто схвалює традиційну версію персонажа) і демонстрантів, які виступають проти Піта (тих, хто підтримує переглянуту версію персонажа або взагалі позбавляється його).
У 2015 році мережа універмагів Bijenkorf вирішила замінити святкові вітрини із зображенням Чорного Піта версією із золотою шкірою. В іншому місці кожна третя голландська початкова школа оголосила про плани змінити зовнішній вигляд персонажа на своїх святах. Nickelodeon у Нідерландах також вирішив використати расово змішану групу акторів, щоб зобразити Піта у своїх святкових трансляціях замість людей у чорному морді. RTL Nederland прийняв подібне рішення восени 2016 року і замінив персонажів на акторів із сажею на обличчях.
Однак у 2018 році кілька членів виробничої групи відмовилися працювати над святкуванням, яке транслювало національне телебачення нідерландської телекомпанії NTR, оскільки вирішили змінити персонажа. Кілька голландських артистів також продовжували використовувати традиційну версію персонажа. Серед них співаки Леон Крігсман і Герман ван Доорн, які випустили пісні, рекламовані у відеокліпах із Пітом у чорному вигляді.
У листопаді 2017 року групу демонстрантів проти Піта не допустили на святкування, що транслювалося по національному телебаченню, у місті Доккум після того, як їхні транспортні засоби були заблоковані на автомагістралі A7 демонстрантами, 34 з яких пізніше були висунуті звинувачення та знайдені винним у перешкоджанні дорожньому руху. Протягом листопаду 2018 року під час святкувань інтохту насильницькі інциденти мали місце в містах Неймеген, Гаага, Леуварден, Ден-Гелдер, Роттердам та інших місцях. В Ейндховені демонстрантів проти Піта оточила приблизно 250 осіб, названих «футбольними хуліганами», які напали на них яйцями та вигукували расистські образи. Подібний протест у Тілбурзі призвів до арешту 44 демонстрантів, які прихильники Піта.
У 2019 році було вирішено, що на національному телебаченні прибуття Сінтерклааса під керівництвом Апелдорна будуть представлені лише кіптяві версії Піта. У листопаді того року під час зустрічі напали на групу під назвою Kick Out Zwarte Piet. Вікна були розбиті, транспортні засоби, що стояли неподалік, понівечені, а в будівлю, де група планувала протести, були випущені феєрверки в 12 громадах, де все ще присутні традиційні версії персонажа. У червні 2020 року американська телекомпанія NBC і Netflix вирішили видалити кадри персонажа, одягненого як Чорний Піт, з епізоду серіалу «Офіс». Творець серіалу Грег Деніелс оприлюднив заяву, в якій говориться, що «чорне обличчя є неприйнятним, а викладати тезу так наочно образливо й неправильно. Вибачте за завданий біль».
Під час парламентських дебатів 5 червня 2020 року прем'єр-міністр Марк Рютте заявив, що він змінив свою думку з цього питання і тепер краще розуміє, чому багато людей вважають зовнішність персонажа расистською. У серпні 2020 року Facebook оновив свою політику, щоб заборонити зображення темношкірих на своїх платформах Facebook і Instagram, включно з традиційними зображеннями чорношкірих Чорних Пітів. У жовтні 2020 року Google заборонив рекламу із зображенням Чорного Піта, включно з версіями без чорного обличчя. Інші компанії наслідували цей приклад, зокрема Bol, Amazon і Coolblue, які вирішили видалити традиційні продукти Чорного Піта і рекламні акції зі своїх послуг. У листопаді 2020 року Vereniging van Openbare Bibliotheken, національна асоціація публічних бібліотек, також оголосила, що вони в процесі видалення книг із зображенням Чорного Піта з бібліотечних полиць.

## Громадська думка в Нідерландах і в усьому світі

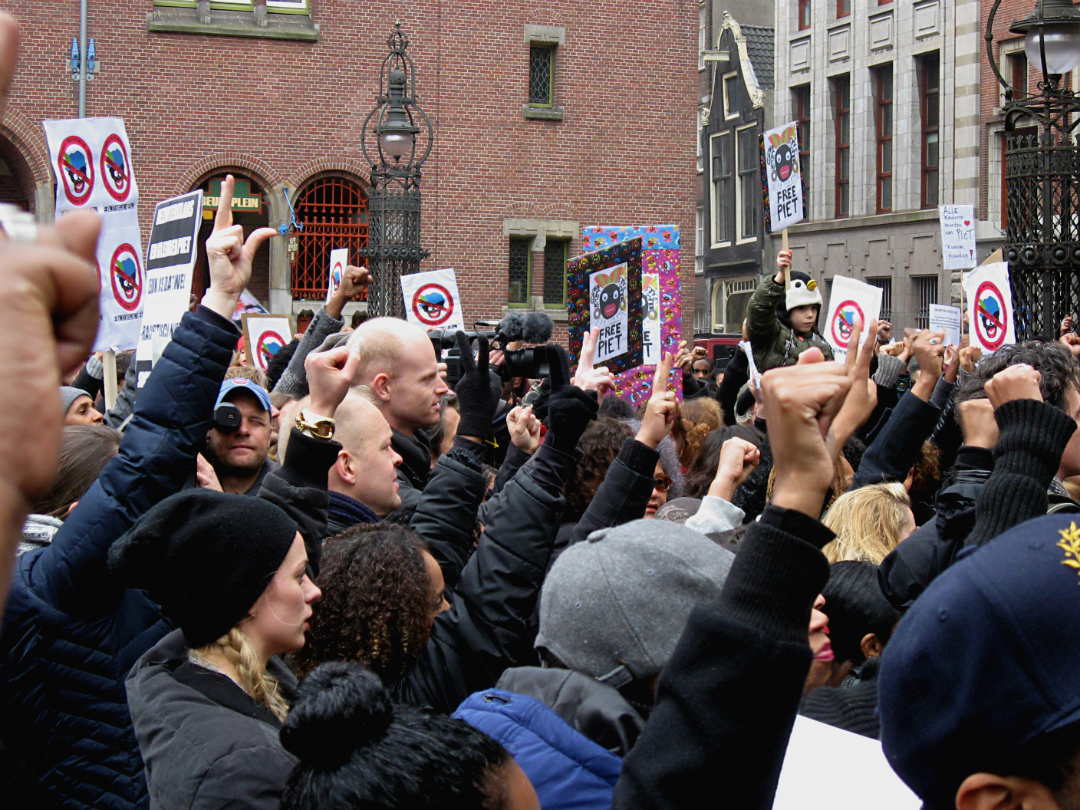
Демонстранти на протесті проти Чорного Піта в Амстердамі в листопаді 2013 року

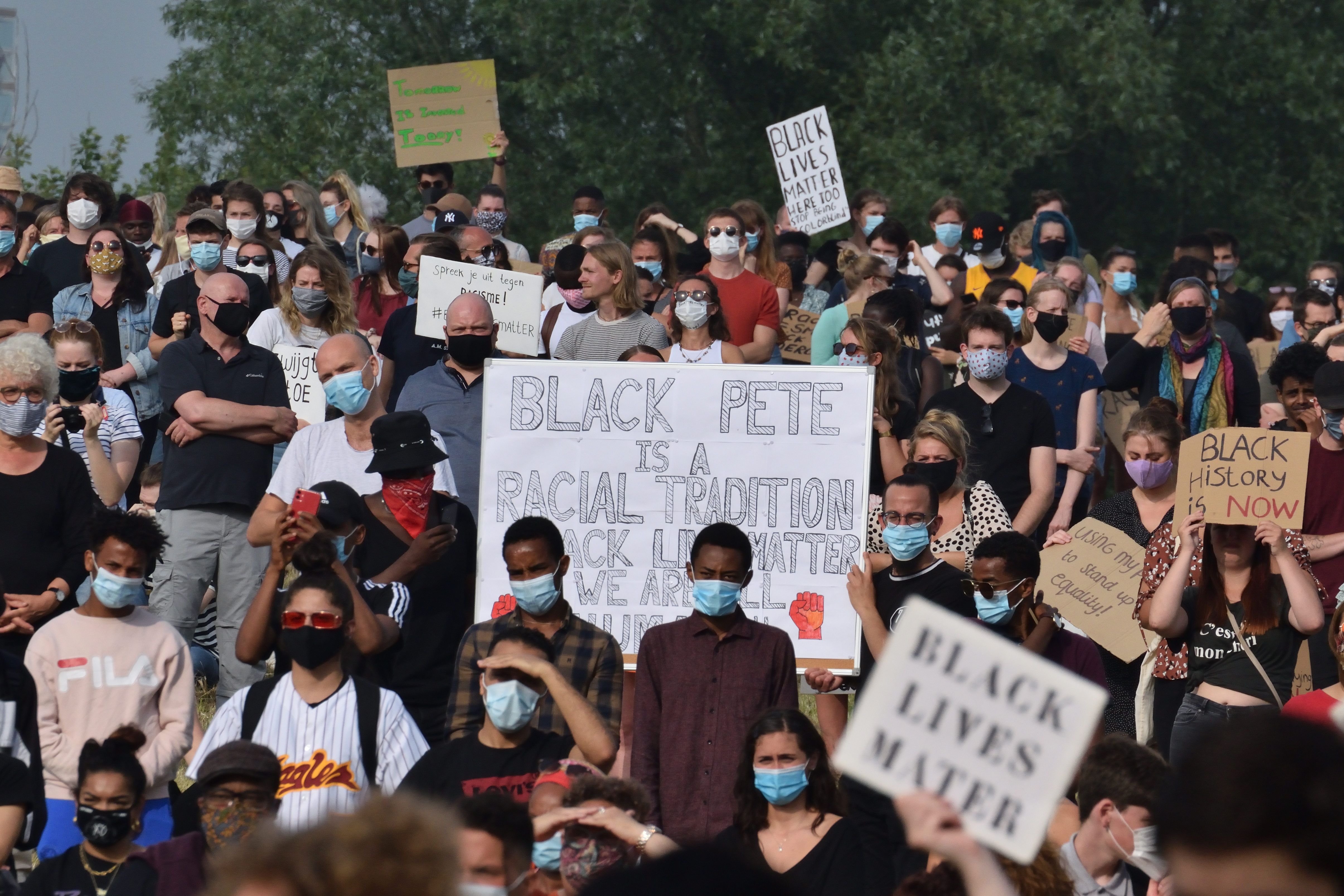
Підпишіться про Чорного Піта на демонстрації Black Lives Matter у Леувардені у 2020 році

Завдяки зображенню персонажа, який часто включає в себе акторів і волонтерів, які одягаються в чорне обличчя, водночас надягаючи чорні перуки та великі сережки, традиції, пов'язані з Золотим Пітом, починаючи з кінця ХХ століття, ставали все більш суперечливими. Громадські дебати навколо фігури можна охарактеризувати як поляризовані: деякі протестувальники вважають цю фігуру образою їхнього походження, а прихильники вважають персонажа невід'ємною частиною своєї культурної спадщини.
За межами Нідерландів персонаж отримав критику з боку багатьох міжнародних видань та організацій. У 2015 році Комітет ООН з ліквідації расової дискримінації написав у звіті, що «персонаж Чорного Піта іноді зображується у спосіб, який відображає негативні стереотипи щодо людей африканського походження, і сприймається багатьма людьми африканського походження як залишки рабства», і закликав Нідерланди «активно сприяти ліквідації» расових стереотипів. Американський есеїст Девід Седаріс писав про дану традицію.
У 2012 році в Амстердамі найбільше протидії персонажу було виявлено серед спільнот ганської, антильської та голландсько-суринамської громад: 50 відсотків суринамців вважають цю фігуру дискримінаційною для інших, тоді як 27 відсотків вважають її дискримінаційною щодо себе. Переважання голландської чорношкірої спільноти серед тих, хто виступає проти характеру Чорного Піта, також видно серед основних рухів проти Чорного Піта, Zwarte Piet Niet і Zwarte Piet is Racisme, які утвердилися з 2010-х років. Загалом прихильники цих груп вважають Чорного Піта частиною голландської колоніальної спадщини, в якій чорні люди підпорядковувалися білим або виступають проти того, що вони вважають стереотипними рисами фігури чорного («чорне самбо»), включаючи червоні губи, кучеряве волосся та великі золоті сережки.
На початку 2010-х значна більшість населення Нідерландів і Бельгії виступала за збереження традиційного характеру Чорного Піта. Дослідження показали, що сприйняття Чорного Піта може сильно відрізнятися серед різних етнічних груп, вікових груп і регіонів. За опитуванням 2013 року, понад 90 відсотків голландської громадськості не вважають Зварте Піта расистським персонажем або не асоціюють його з рабством і виступають проти зміни зовнішності персонажа. Це співвідносилося з дослідженням 2015 року серед голландських дітей віком від 3 до 7 років, яке показало, що вони сприймають Чорного Піта як фантастичну фігуру клоуна, а не чорношкіру людину. Однак повідомляється, що кількість голландців, які готові змінити деякі деталі персонажа (наприклад, його губи та волосся), зростає. До 2018 року дослідження показали, що від 80 до 88 відсотків голландської громадськості не сприймали Чорного Піта як расизм, а від 41 до 54 відсотків були задоволені модернізованим стилем персонажа Чапного Піта. Інші продовжували стверджувати, що фігура Чорного Піта є расистською через крайні відтінки, серед них, що Чорний Піт є підлеглим рабом і що традиція нав'язує расові стереотипи.
Протести Джорджа Флойда та подальші демонстрації Black Lives Matter у Нідерландах у 2020 році, здається, мали значний вплив на визнання традиційної (чорнофейсої) зовнішності Чорного Піта серед голландської громадськості. Опитування, проведене в червні 2020 року, показало падіння підтримки того, щоб залишити зовнішність персонажа без змін. 47 відсотків опитаних підтримали традиційний зовнішній вигляд, порівняно з 71 відсотком у аналогічному опитуванні, проведеному в листопаді 2019 року. Опитування EenVandaag у грудні 2020 року показало, що 55 відсотків опитаних підтримують традиційний вигляд Чорного Піта, 34 відсотки підтримують зміну зовнішнього вигляду персонажа, а 11 відсотків не впевнені. Опитування показало, що 78 відсотків не бачать у Чорному Піті расистську фігуру, тоді як 17 відсотків бачать. Найбільш часто згадуваною причиною тих, хто виступав за зміну характеру, було припинення дискусії.

## У масовій культурі
Персонаж на ім'я Нейт, одягнений як Чорний Піт під час сцени в епізоді Офіс (США) у грудні 2012 року. Пізніше його було видалено з Netflix і потокового сервісу NBC Peacock.
Характеристики Чорного Піта були представлені в третьому сезоні американського комедійно-драматичного телесеріалу «Атланта» у 2022 році. Поки Альфред (Браян Тайрі Генрі) та Ерн (Дональд Гловер) перебувають у турі в Амстердамі, вони стикаються з кількома людьми, з розфарбованим чорним обличчям, які святкують свято Святого Миколая.